# Российско-эфиопские отношения
Росси́йско-эфио́пские отноше́ния — двусторонние дипломатические отношения между Россией и Эфиопией.
Первым российским официальным лицом, посетившим эфиопскую столицу и установившим официальные контакты с законными государственными властями в лице императора Менелика II, стал в 1889 году поручик Виктор Фёдорович Машков, выполнявший конфиденциальное поручение императора Александра III.
Затем, в 1895 году, в разгар итало-эфиопской войны, Менелик направил в Россию посольство в составе принцев Дамто и Белякио, харарского епископа Габро Экзиабиер, генерала Генемье и секретаря Ато-Иосифа. Его сопровождал Николай Степанович Леонтьев.
Дипломатические отношения между Российской империей и Эфиопией были установлены в 1898 году российской чрезвычайной миссией во главе с П. М. Власовым. Первая российская дипломатическая миссия находилась в Аддис-Абебе с 1898 по 1917 год. В 1917 году дипотношения между странами были прерваны и возобновились лишь в апреле 1943 года (по инициативе Эфиопии).

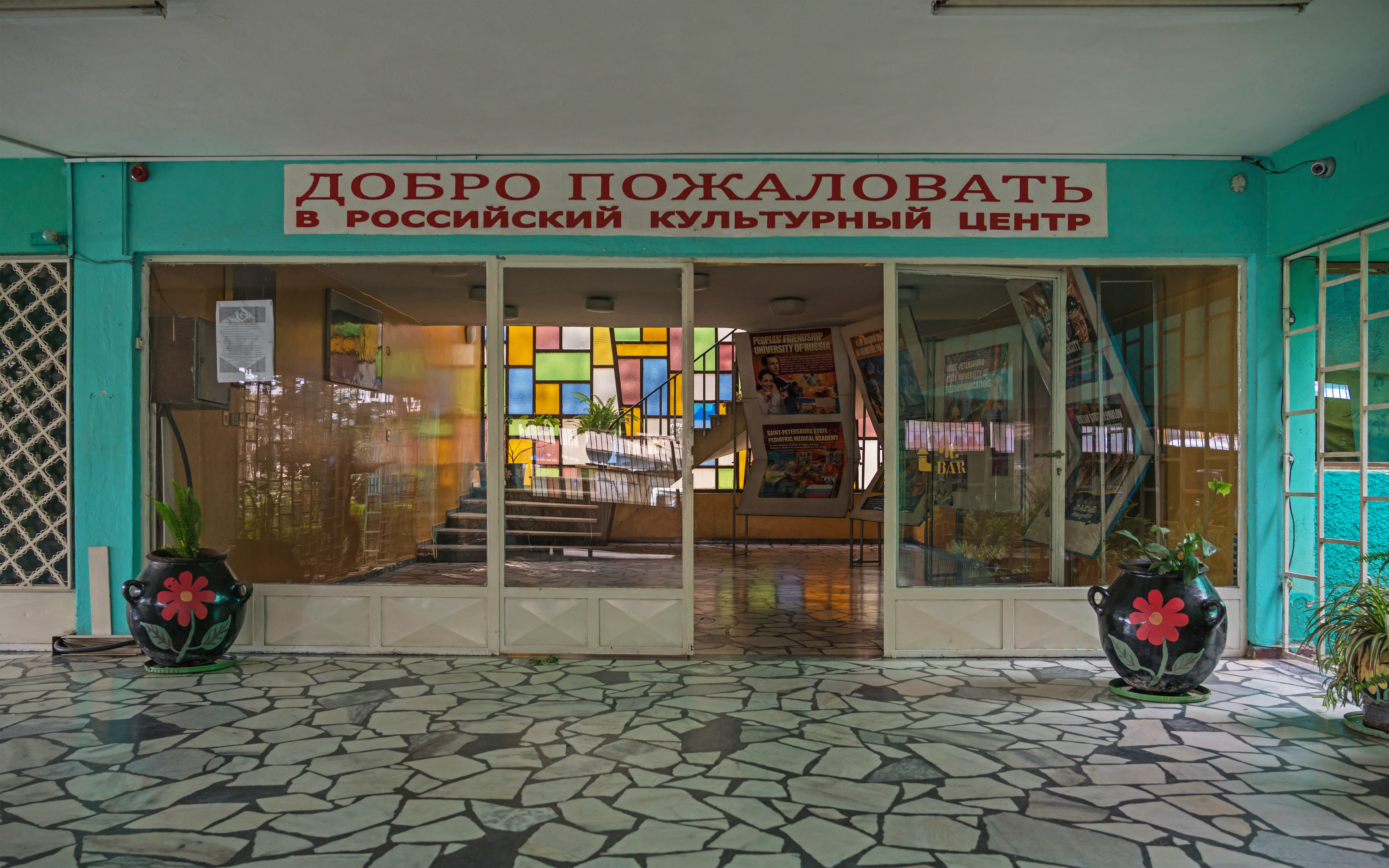
Российский культурный центр в Аддис-Абебе

В период до 1991 года двусторонние связи носили весьма широкий и разносторонний характер. В 1978 году между СССР и Эфиопией был заключён Договор о дружбе и сотрудничестве. При содействии СССР в Эфиопии были построены промышленные предприятия, энергетические объекты, а также был произведён значительный объём геологоразведочных работ. В учебных заведениях СССР и России получили образование более 20 тысяч эфиопских граждан; на объектах сотрудничества прошли профессиональное обучение около 5 тысяч эфиопов. В начале 1990-х, в связи с распадом СССР и внутриполитическими изменениями в Эфиопии, произошло некоторое сокращение объёмов сотрудничества между странами.
В настоящее время в Аддис-Абебе работают посольство России, представительство Росзарубежцентра, а также больница Российского Красного Креста. Между странами с 2002 года действует безвизовый режим въезда по дипломатическим и служебным паспортам. С марта 2019 года послом России в Эфиопии является Евгений Евгеньевич Терёхин. Посол Эфиопии в России — Алемайеху Тегену.
Страны являются членами БРИКС.

## История

### Отношения между Российской империей и Эфиопией
Прибытие в начале 1898 года в Аддис-Абебу русской дипломатической миссии во главе с П. М. Власовым положило начало официальным отношениям между двумя странами. Успешное, по крайней мере на первом этапе (до 1907 года), развитие русско-эфиопских отношений объяснялось главным образом тем,, что Россия не участвовала в колониальном разделе Африки и, следовательно, не представляла никакой угрозы для Эфиопии. Как соперница Великобритании и Италии в европейской политике Россия объективно становилась в Эфиопии политическим противовесом империалистическим планам этих держав. Перед русской миссией ставилась задача «снискать доверие Негуса и по возможности охранять его от козней наших политических соперников, в особенности англичан, преследующих в Африке столь честолюбивые, хищнические цели». Отсутствие ярко выраженных политических и экономических интересов в Эфиопии позволило России занять место благожелательного советчика при эфиопском императоре. К тому же российские офицеры своим участием в военных экспедициях эфиопских войск внесли немалый вклад в дело укрепления территориальной целостности Эфиопии. Однако незаинтересованность российского правительства в африканских делах, определившая Эфиопии место на периферии политических интересов России, обусловила неактивный и относительно вялый характер русского присутствия в этой стране. Из всех европейских держав только Россия не заключила с Эфиопией договора, который обеспечил бы ей режим наибольшего благоприятствования в стране. Советский историк А. А. Ханов объясняет отсутствие у МИД России чёткой линии в отношении Эфиопии финансово-экономической неконкурентностью России по сравнению с её основными соперниками и необходимостью сосредотачивать усилия на районах жизненно важных интересов России в тот период — в Европе, на Дальнем и Ближнем Востоке: «Возможности и потребности русской дипломатии сотрудничать с Эфиопией для ведения совместной борьбы с Англией существенно сократились после поражения России в русско-японской войне 1904—1905 годов и окончательно свелись к нулю после вступления России в Антанту в 1907 году».
Русским дипломатам пришлось работать в Эфиопии в обстановке нараставшего противодействия западноевропейской дипломатии, не желавшей укрепления позиций России в этой стране. Интриги западноевропейских дипломатических представителей вкупе с усиливавшейся прогерманской ориентацией влиятельной части эфиопского истеблишмента привели к тому, что постепенно официальные русско-эфиопские связи сошли на нет. В те годы единственным успешным мероприятием в отношениях между странами стала организация и последующая деятельность российского госпиталя в Эфиопии. Однако в 1906 году он всё же прекратил свою работу, а его персонал был отозван в Россию. Однако в целом действия России в Эфиопии на рубеже XIX и XX веков, и особенно её бескорыстная дипломатическая и материальная поддержка, явились важным фактором укрепления положения этой страны.

### Международные связи СССР и Эфиопии до восстановления официальных отношений
В 1917 году в связи с тем, что сначала Российская империя, а затем сменившая её Российская республика прекратили своё существование, российско-эфиопские отношения прервались. Попытки РСФСР в 1921—1922 годах и СССР в 1924 году восстановить их потерпели крах из-за противодействия дипломатии Великобритании, Франции и Италии, а также из-за внутренней реакции.
Несмотря на отсутствие официальных отношений Советскому Союзу и Эфиопии в 1930-е годы удалось заключить несколько взаимовыгодных торговых сделок. Они дали возможность Аддис-Абебе убедиться в том, что зародившиеся советско-эфиопские экономические связи благоприятствуют внешнеполитическому положению страны. В 1934 году эфиопское правительство обратилось к Советскому Союзу с настойчивой просьбой о расширении торговли и восстановлении дипломатических отношений, что нашло полное понимание в Москве. Однако разразившаяся вскоре война с Италией не позволила реализовать намерения обеих сторон.

## Экономические связи
Эфиопия является одним из ключевых партнёров России на Африканском континенте. Министр экономического развития РФ Максим Решетников сообщил, что по итогам 10 месяцев 2024 года двусторонняя торговля по сравнению с аналогичным периодом прошлого года выросла почти на 40 %. Продовольствие занимает 89 % от общего объёма взаимной торговли. 